# Przewód żylny

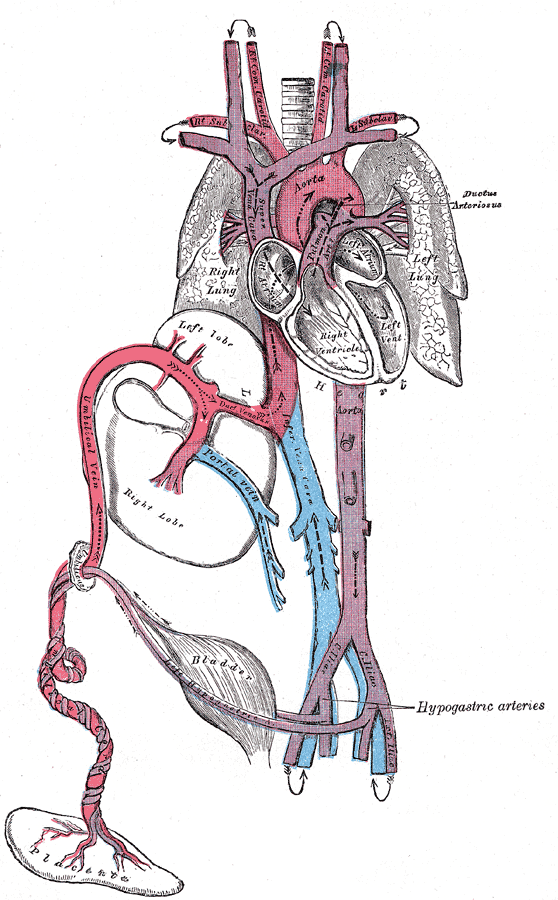
Schemat krążenia płodowego, z zaznaczonym przewodem żylnym.

Przewód żylny, przewód Arancjusza (łac. ductus venosus, ductus Arantii) – krótkie naczynie krwionośne odchodzące od żyły pępowinowej tuż przed jej połączeniem z żyłą wrotną i uchodzące do żyły głównej dolnej, z ominięciem krążenia wrotnego. Występuje w życiu płodowym, a po narodzinach ulega w ciągu kilku dni obliteracji, tworząc więzadło żylne wątroby.
Nazwa eponimiczna przewodu upamiętnia włoskiego anatoma Giulio Cesare Aranzio, który go opisał po raz pierwszy.